# 神机营站
神機營站是一个位于中华人民共和国江苏省南京市秦淮区國際路与機場五路交叉口，属于南京地铁5号线的地铁车站。

## 车站结构
神機營站位于國際路与機場五路交叉口西南側，沿國際路呈南北走向。为标准岛式站台地下两层车站。

### 楼层分布
| 地面 |                    | 出入口                                               |  |  |
| -1层 | 站厅               | 车站控制室、安检通道、检票口、自动售票机、金陵通服务 |  |  |
| -2层 |                    | █ 5号线 往方家营（大校場）                           |  |  |
|      | 岛式站台，左侧开门 |                                                      |  |  |
|      |                    | █ 5号线 往吉印大道（東山香樟園）                     |  |  |

## 出入口
神機營站共设有3个出入口，均沿國際路两侧分布。
| 出口編號  | 出口指示 | 建議前往的目的地 | 照片 |
| --------- | -------- | ---------------- | ---- |
| 出口 · 1L |          |                  |      |
| 出口 · 2L |          |                  |      |
| 出口 · 3L |          |                  |      |

## 周边
- 南京外国语学校南部新城校区